# Coelonia
Coelonia este un gen de molii din familia Sphingidae. 

## Specii
- Coelonia brevis - Rothschild & Jordan 1915
- Coelonia fulvinotata - (Butler 1875)
- Coelonia solani - (Boisduval 1833)